# Райт, Горацио
Горацио Говернор Райт (англ. Horatio Gouverneur Wright) (6 марта 1820 — 2 июля 1899) — американский инженер и генерал армии Союза во время гражданской войны в США, командир Огайской армии. После войны участвовал во многих инженерных проектах, таких как Бруклинский мост и Монумент Вашингтону.

## Ранние годы
Райт родился в Клинтоне, штат Коннектикут, в семье Эдварда и Нэнси Райт. В 14 лет он поступил в военную академию Элдена Партриджа в Вермонте. В 1827 году поступил в военную академию Вест-Пойнт, которую окончил вторым в выпуске 1841 года. В академии он был одноклассником генералов Бьюэлла и Рейнольдса. После выпуска Райт получил звание второго лейтенанта регулярной армии и с 1842 по 1844 преподавал в Вест-Пойнте французский язык и инженерное дело. С 1846 по 1856 год служил во Флориде, 28 февраля 1848 года получил звание первого лейтенанта инженерного корпуса.
1 июля 1855 года получил звание капитана за выслугу лет.
С 1856 по 1861 год состоял в комиссии по изучению береговой артиллерии и в комиссии по тестированию 15-дюймовых орудий. Впоследствии он стал одним из соавторов книги «Report on Fabrication of Iron for Defenses», опубликованной в 1871—1872 годах.

## Гражданская война
Когда началась война, Райт участвовал в эвакуации и разрушении Норфолкских верфей 20 апреля 1861 года. При этом он попал в плен, но был освобожден через четыре дня. Вернувшись из плена, он приступил к сооружению укреплений Вашингтона, в основном — форта Эллсворт. Райта направили старшим инженером в 3-ю дивизию Самуэля Хейнцельмана и в составе этой дивизии он принял участие в первом сражении при Булл-Ран. 6 августа 1861 года он стал майором инженерного корпуса регулярной армии, а 14 сентября 1861 года — бригадным генералом добровольческой армии США. В ноябре он участвовал в экспедиции к Форт-Рояль в Южной Каролине. Он хорошо показал себя, командуя операциями против Джексонвилла во Флориде (февраль-июнь 1862), поэтому в июне его сделали генерал-майором и отправили в департамент Огайо, где до марта 1863 года он командовал Огайской армией. На этой должности он успел принять участие в отражении вторжения генерала Брэкстона Брэгга в Кентукки.
Однако, его назначение генерал-майором не было одобрено сенатом и отозвано в марте 1863 года. Вернувшись к званию бригадного генерала, он уже не мог командовать департаментом Огайо, и на его место прислали Эмброуза Бернсайда. Райт ещё некоторое время служил при Бернсайде, после чего вернулся на восток.
В мае 1863 года Райт стал командиром 1-й дивизии VI корпуса Потомакской армии (После отстранения Брукса за интриги против Бернсайда). Дивизия состояла из трех бригад:
- Бригада Альфреда Торберта
- Бригада Джозефа Бартлетта
- Бригада Дэвида Рассела

Его первым сражением в этой должности стало сражение при Геттисберге, где VI корпус в основном держался в резерве.
Осенью 1863 года дивизия Райта участвовала в Рапиданской Кампании генерала Мида и отличилась в сражении у Раппаханок-Стейшн, где ей удалось ворваться в укрепления противника. 8 ноября 1863 года Райт получил временное звание подполковника регулярной армии за Раппаханок.